# Vitamin C (canción)
«Vitamin C» es una canción interpretada por la banda alemana de krautrock, Can para el álbum de 1972, Ege Bamyası. Fue publicado como el segundo sencillo del álbum en septiembre de 1972.

## Remezclas
En 1997, una versión de 8 minutos de la canción, remezclada por el grupo británico U.N.K.L.E., fue incluida en el álbum doble de remezclas, Sacrilege.

## Uso en la cultura popular
- Estuvo presente en el programa de televisión alemán de Samuel Fuller, Tote Taube in der Beethovenstraße.[6]
- «Vitamin C» estuvo presente como el escena de apertura de la película de Paul Thomas Anderson, Inherent Vice.[3]
- En JoJolion, la octava parte de JoJo's Bizarre Adventure, el Stand de Damo Tamaki, «Vitamin C», es nombrado después de la canción. El personaje de Damo Tamaki es también una referencia a Damo Suzuki.[7]